# ジュリオ・アウグスト・エンリケス
ジュリオ・アウグスト・エンリケス（Júlio Augusto Henriques、1838年1月15日 - 1928年1月15日）は、ポルトガルの植物学者、コインブラ大学の教授である。コインブラ大学植物園の標本館を発展させた。

## 略歴
ブラガ県のアルコ・デ・バウルで生まれた。ブラガの学校で学んだ後、コインブラのサン・ベント大学に入学し法律を学び1859年に卒業するが、自然科学を学ぶためにコインブラ大学に入学し、進化論の研究などをした。1866年からコインブラ大学の自然科学の助教となり、1869年に植物学、農学、動物学、化学、鉱物学の臨時講師になった。植物学を好み、1873年に大学の植物園の仕事もした。植物学部門のリーダーとなり、研究設備を整え、学生のフィールドワークの機会を増やした。文献を整備し、標本館を作るために、標本を集めた。スペインやポルトガルの植物標本を集めた、ヴィルコム（Heinrich Moritz Willkomm）をはじめとする多くの学者から多くの標本を入手した。ヨーロッパの各地の植物園などと協力し植物園を充実させ、コインブラの植物園をポルト植物研究の中心的地位に高めた。
1876年に 「植物園」（O Jardim Botanico）を出版した。1880年に「ブロテロ協会」（Sociedade Broteriana：ポルトガルの植物学のパイオニア、フェリックス・アヴェラール・ブロテロに因んで命名された。）を設立し、ポルトガルの植物愛好家を集め、紀要に多くの記事を書き、植物に関する知識を広めた。ポルトガル各地で採集旅行を行った。
著書にダーウィンの生涯、業績を書いた「Carlos Darwin」(1882)やエストレーラ山脈での植物調査に基づく、「Expedicao scientifica a Serra da Estrella」(1882)、カラムーロ山地の調査に基づく、「Uma excursao botanico na Serra do Caramullo」 (1886）、アフリカのポルトガル植民地やサントメ・プリンシペ島の植物に関する 「Contribuição para o estudo da flora d'Africa: Flora de S. Thome」（1886）などがある。

## 著作
- 1895. Contribuiçao para o estudes da flora cryptogamica dos Açores. 9 pp.
- 1902. Estudo comparado das especies vegetaes productoras de borracha: memoria.  Ed. Imprensa Nacional. 8 pp.

- 1876. O Jardim Botanico Da Universidade de Coimbra. Ed. Imprensa da Universidade. 54 pp. Reeditó en 2010 BiblioBazaar, 66 pp. ISBN 1145204228
- 1880. Contribuitiones. Typis academicis. 65 pp.
- 1880. Phylloxera: apontamentos. Ed. Imprensa Academica. 24 pp.
- 1883. Expedição scientifica á Serra da Estrella em 1881: Secção de botanica. Ed. Imprensa Nacional. 133 pp.
- 1884. Instrucções practicas para culturas coloniaes. Ed. Imprensa da Universidade. 124 pp.
- 1908. Plantas de hule y de gutaperca. Ed. Imprenta y fototipia de la Secretaria de Fomento. 95 pp.
- 1910. Agricultura colonial. Separata da Revista Portuguesa colonial e maritima. Ed. Livraria Ferin. 384 pp.